# Michaelshaus (Aschersleben)

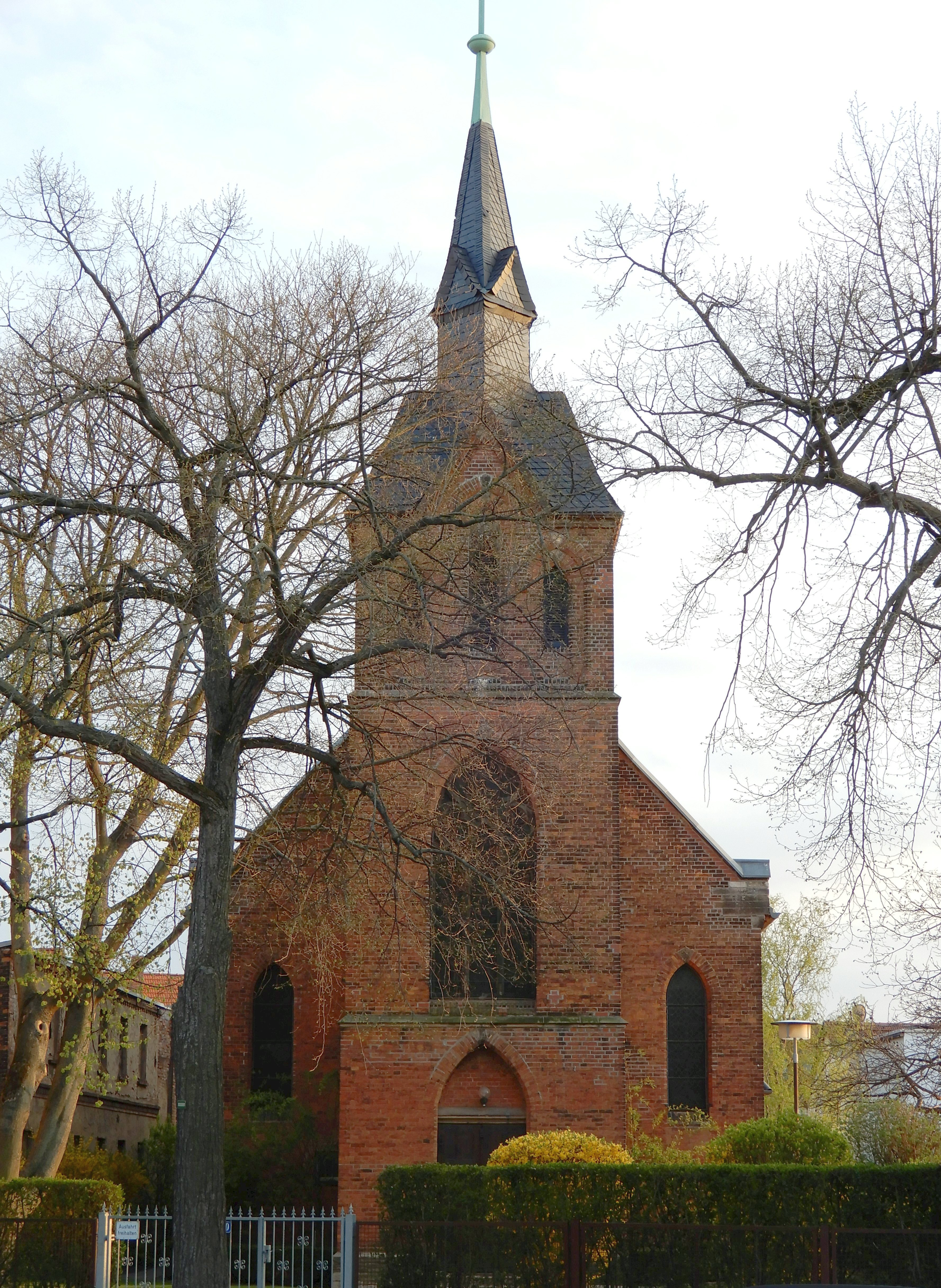
Michaelshaus (2019)

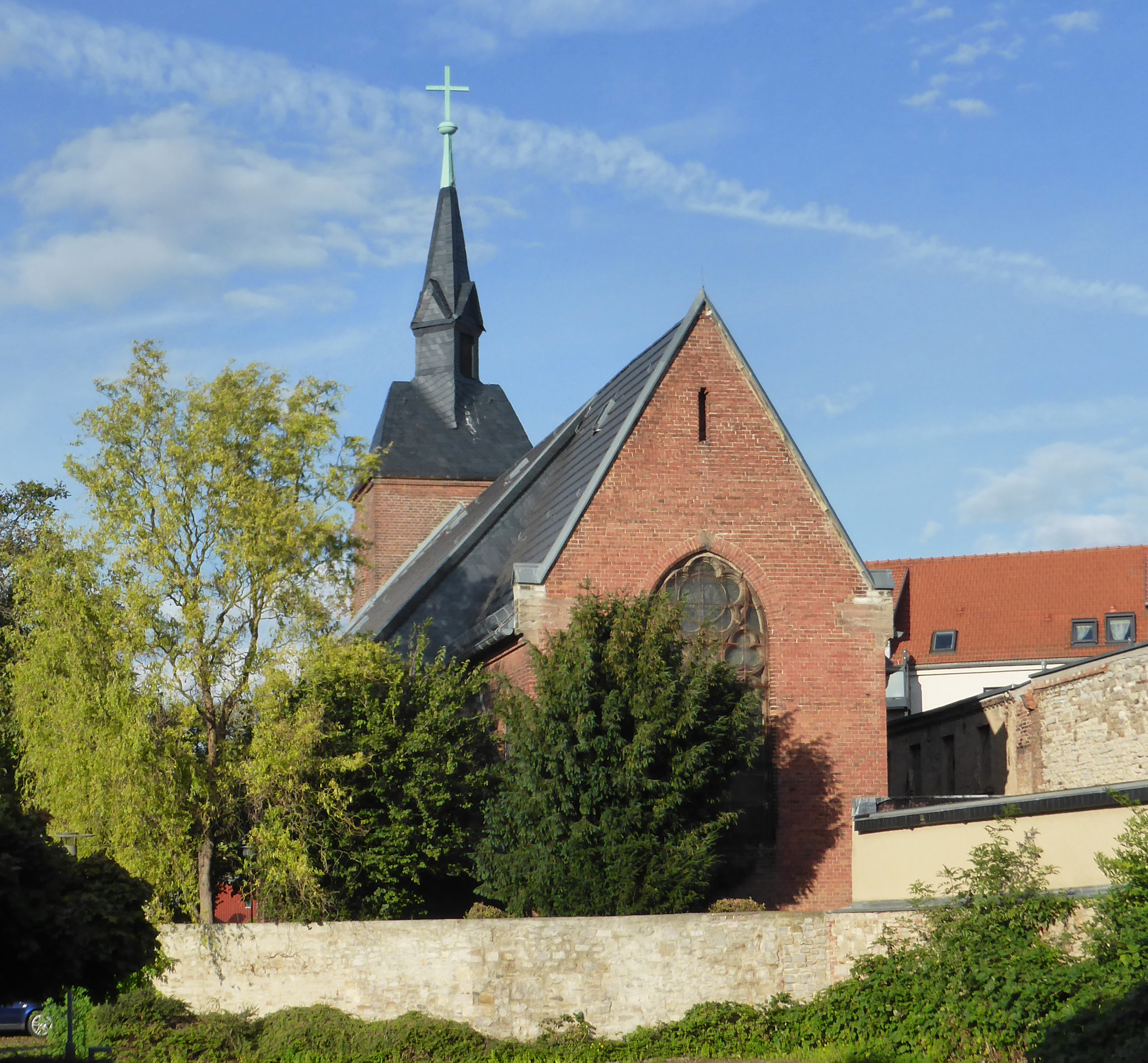
Rückseite (2021)

Das Michaelshaus ist eine ehemalige katholische Kirche in Aschersleben, einer Stadt im Salzlandkreis in Sachsen-Anhalt. Die frühere Kirche St. Michael wird heute als Gemeindehaus genutzt, hat die Adresse Magdeburger Straße 10 und ist im Denkmalverzeichnis des Landes Sachsen-Anhalt unter der Erfassungsnummer 094 80518 als Baudenkmal verzeichnet.

## Geschichte
Mit der Reformation wurden die Einwohner und die Kirchen von Aschersleben evangelisch-lutherisch.
1723 machte Friedrich Wilhelm I., König von Preußen, Aschersleben zur Garnisonsstadt. Infolgedessen ließen sich mit den Soldaten auch wieder Katholiken in Aschersleben nieder. Friedrich Wilhelm I. hatte den katholischen Soldaten die Feier ihrer Gottesdienste gestattet, so dass 1723 in Aschersleben der erste Gottesdienst nach der Reformation stattfand.
Am 19. September 1826 wurde in Aschersleben eine katholische Pfarrei gegründet. Ihre erste Kirche, die St.-Michaels-Kirche, wurde nach Entwürfen von Arnold Güldenpfennig errichtet und 1863 eingeweiht. Sie bekam das Patrozinium des Erzengels Michael, des Schutzpatrons der Soldaten. 1911 folgte die Eröffnung eines katholischen Schulhauses. Am 1. Juli 1953 wurde das Dekanat Bernburg errichtet, dem die Pfarrei Aschersleben zugeordnet wurde.
Im Zuge der Flucht und Vertreibung Deutscher aus Mittel- und Osteuropa 1945–1950 erhöhte sich die Zahl der Katholiken in Aschersleben weiter, so dass die Michaels-Kirche bald zu klein wurde. Da es der Kirchengemeinde in der DDR nicht gelang, einen Neubau zu realisieren, erwarb sie 1976 die Heilig-Kreuz-Kirche, eine ehemalige Franziskaner-Klosterkirche, die zuletzt als evangelisch-reformierte Kirche genutzt worden war.
Nach Instandsetzungsarbeiten wurde die ehemalige Franziskanerkirche 1979 durch Weihbischof Johannes Braun als katholische „Heilig-Kreuz-Kirche“ geweiht und die Michaelskirche zu einem Gemeindehaus umgebaut. Das Patrozinium „Sankt Michael“ für die Pfarrei Aschersleben blieb bis heute bestehen, das Mitteilungsblatt der Pfarrei heißt bis heute „Michaelskurier“.